# 环境质量评价
环境质量评价是对某一指定区域的环境要素和环境整体的优劣程度进行定性和定量的描述和评定。根据需要评价的时间段不同，环境质量评价可分为“回顾评价”、“现状评价”和“预测评价”三种。回顾评价可以分析当地环境的演变过程和变化规律，找出对环境影响的因素；现状评价可以了解环境质量的现实状况，评定污染源的分布和污染范围；预测评价可以了解环境状况的发展趋势，环境容量的情况，为制定发展规划提供依据。环境影响评价是使用预测评价的方法，但研究范围较小。
任何评价都必须依据当地的历史环境监测数据，当地的气候气象数据，地质微量元素数据，水文、水质量数据等。由于任何城镇规划都应以人的生活舒适程度为主要原则，所以都离不开当地环境质量评价。